# Alte deutsche Schule Waldwinkel
Das Museum Alte deutsche Schule Waldwinkel (russisch Музей «Старая немецкая школа Вальдвинкель») in Iljitschewo ist im vormaligen Schulhaus von Waldwinkel in Ostpreußen untergebracht.

## Geschichte
Das Gebäude der zweiklassigen Volksschule wurde 1890 im damaligen Ostpreußen erbaut. Nach dem Anschluss des nördlichen Teils Ostpreußens an die UdSSR nahm die örtliche Schule sowjetische Kinder auf. In den 1970er Jahren wurde die Schule aufgrund der geringen Schülerzahl geschlossen. Das Museum wurde am 4. Juli 2012 im Erdgeschoss eingerichtet. Die Ausstellung spiegelt die Geschichte des deutschen Schulwesens im Umland von Labiau und des späteren sowjetischen Schulwesens wider. Das Museum zeigt Schulmöbel und Unterrichtsmaterialien aus der Vorkriegszeit. Einige der Exponate stammen von Schülern, die in den 1940er Jahren nach dem westlichen Deutschland vertrieben wurden, andere stammen von den sowjetischen Neusiedlern, die nach 1946 hierher kamen.